# Rudimentary Peni
A Rudimentary Peni nevű együttes 1980-ban alakult meg Londonban. Anarcho punkot, hardcore punkot, deathrockot, art-punkot és gótikus rockot játszanak. Jelenleg három taggal rendelkeznek: Nick Blinkóval, Grant Matthews-szal és Jon Greville-lel. A diszkográfiájuk három nagylemezt, hat EP-t, egy koncertalbumot és egy válogatáslemezt tartalmaz. Albumaikat az Outer Himalayan Records, Crass Records, Corpus Christi Records, Southern Records kiadók dobják piacra.

## Tagok
- Nick Blinko - gitár, éneklés, szövegírás
- Grant Matthews - basszusgitár, szövegírás
- Jon Greville - dobok

## Diszkográfia
- Death Church (1983)
- Cacophony (1988)
- Pope Adrian 37th Psychiatric (1995)

## Egyéb kiadványok

### Koncertalbumok
- Derby 1993 (2015)

### Válogatáslemezek
- The EPs of RP (1987)

### EP-k
- Rudimentary Peni (1981)
- Farce (1982)
- Echoes of Anguish (1998)
- The Underclass (2000)
- Archaic (2004)
- No More Pain (2008)